# Předvoj
Die Gruppe Předvoj (deutsch etwa Vorhut, auch Avantgarde), auch Revoluční skupina Předvoj (Revolutionäre Gruppe Předvoj), war eine tschechoslowakische antifaschistisch ausgerichtete Widerstandsgruppe, die in der Zeit des Protektorats Böhmen und Mähren gegen die nationalsozialistische Besetzung des Landes kämpfte. Předvoj war 1943 bis 1945 tätig und wird zumeist als eine links bis kommunistisch orientierte Gruppe des Tschechoslowakischen Widerstands 1939–1945 bezeichnet. Viele der Mitglieder wurden hingerichtet.

## Ausrichtung, Einordnung
"Die Revolutionäre Gruppe Předvoj ist eine Organisation kommunistischer revolutionärer Arbeitnehmer, die auf dem Gebiet von Böhmen und Mähren durch einen Zusammenschluss von Resten der Organisationen der KPTsch entstanden ist, ergänzt durch neue Arbeitnehmer, die während der faschistischen Okkupation das kommunistische Bewusstsein erlangten und sich im Umkreis der Zeitschrift Předvoj miteinander zusammenschlossen. Předvoj als Ganzes betrachtet sich als ein rechtmäßiges Glied der KPTsch..."
Dieser verbal recht radikaler Ausschnitt aus der programmatischen Erklärung der Gruppe vom Anfang 1944 könnte als eine Erklärung für eine sehr widersprüchliche Beurteilung dieser Widerstandsgruppe dienen.
Die Ökonomen Václav Průcha und Lenka Kalinová, die sich mit den wirtschaftlichen Konzepten einiger Widerstandsgruppen auseinandersetzten, folgern 2005 auch, das Verständnis des Sozialismus als Perspektive  der revolutionären Entwicklung war bei Předvoj den sowjetischen Vorstellungen weitaus näher als bei anderen linken Gruppen, und sie unterstreichen die durch Předvoj postulierte Rolle des Proletariats. Der ehemalige Mitglied der Gruppe, Jiří Pergl, der selber nach 1948 etliche Konflikte mit der Kommunistischen Partei der Tschechoslowakei (KPTsch) ausfechten musste, erklärt dazu in einem Interview 2014, dass es zwischen der Gruppe und der KPTsch eine sehr distanzierte Beziehung gab, weil die Standpunkte von Předvoj doch von der stalinistischen Rhetorik zu weit entfernt waren; ferner meinte er, dass der KPTsch einige jüdische Gründungsmitglieder von Předvoj ("Zionisten") missfielen.
Die Herausgeberin eines Sammelbandes der Konferenz über Předvoj fasst 2005 die Gründe für die kontroverse Würdigung der Widerstandsgruppe zusammen: die Gruppe Předvoj, die während der Protektoratszeit in der Tat viel riskierte einschließlich des Lebens der Mitglieder, erschien in der Nachkriegszeit, vor allem nach der kommunistischen Machtübernahme 1948, als zu lasch, nicht kommunistisch genug; nach der samtenen Revolution 1989 wurde sie wiederum mit dem alten kommunistischen Regime identifiziert und daher abgelehnt.
Solch eine vereinfachte Betrachtungsweise kritisiert auch die Soziologin Alena Wagnerová in ihrem über den tschechischen marxistischen Philosophen Karel Kosík verfassten Aufsatz; Kosík war ein Mitglied von Předvoj. Wagnerová unterstreicht, dass die meist jungen Leute erst in der Situation des Widerstandes und Kampfes die marxistischen Ideen entdeckten und verinnerlichten. Sie hält diesen Umstand für das Spezifikum dieser Generation, aus der sich nach dem Krieg die kulturelle Elite rekrutierte. Die stalinistischen Abarten des Sozialismus, die Moskauer Prozesse der 1930er Jahre, den Hitler-Stalin-Pakt und die praktische Parteipolitik lernten sie erst nach dem Krieg kennen. Sie erklärt damit auch das Phänomen des Prager Frühlings, wo gerade diese Generation, darunter viele Předvoj-Aktiven, eine wesentliche Rolle spielten. Ihnen entgegen stellt sie diejenigen, die sich der KPTsch erst nach dem Kriege (nach 1948) häufig aus Mitläufertum angeschlossen haben. In einem Rundfunkgespräch spricht dann Wagnerová von einer „evangelisch-kommunistischen Widerstandsgruppe“. Der Historiker Jan Kuklík fast es in ähnlichen Worten zusammen: in den 1943/1944 entstandenen Widerstandsgruppen engagierten sich junge Leute, die bis dahin überhaupt keine Parteierfahrung besaßen, sie begeisterten sich für die Ideale durch die Radikalisierung der Gesellschaft. Der Historiker Jan Smíšek, als er über die Gruppe und ihre derart offene Bekenntnisse zum Kommunismus schrieb, verwendete den Begriff Naivität.

## Geschichte
Předvoj entstand als eine illegale Widerstandsgruppe im Sommer bis Ende des Sommers 1943 (es findet sich auch die Angabe 1942). Es handelte sich um Studenten verschiedener Hochschulen, die aus dem Umkreis der evangelischen Jugend der Pfarrgemeinde der Evangelischen Kirche der Böhmischen Brüder in Prag-Smíchov kamen (im gleichen Umfeld entstand auch eine andere Widerstandsgruppe, die Zpravodajská brigáda). Schon bald danach knüpfte die Gruppe Kontakte zu ähnlichen Organisationen nicht nur in Prag, sondern im gesamten Protektorat, und es bildeten sich ebenfalls neue Gruppen im Umfeld von Předvoj. Aus diesen Zellen entstand 1944 ein dichtes Netz, das zu einer der größten Widerstandsgruppen im Protektorat wurde und auch Verbindungen zu einigen Partisanengruppen unterhielt. Es bestanden auch Kontakte zu führenden Mitgliedern des illegalen Zentralkomitees der KPTsch wie beispielsweise Rudolf Vetiška.
Über die Größe der Widerstandsgruppe Předvoj finden sich widersprüchliche Angaben: während der heutige KSM (Kommunistischer Jugendverband) die Zahl 2000 angibt, spricht die Soziologin Wagnerová über die größte Widerstandsorganisation der Zeit in Böhmen und Mähren mit bis zu zehn Tausend Mitgliedern.
Im Herbst 1944 gelang es der Gestapo, die Widerstandsgruppe entscheidend zu schwächen. Der Grund war, dass bei der Knüpfung einiger Kontakte (zur KPTsch, sowie zu einer angeblichen bewaffneten militärischen Organisation) Gestapo-Agenten entsprechende Informationen erhielten. Im Oktober 1944 griff die Gestapo zu und verhaftete eine große Zahl von  Mitgliedern der Widerstandsgruppe, darunter fast die gesamte Führung, darunter Karel Hiršl, Václav Dobiáš und Jiří Staněk; sie wurden harten Verhören und Folter ausgesetzt und in der Kleinen Festung Theresienstadt inhaftiert. Předvoj konnte dennoch die Tätigkeit und Kontakte wiederherstellen und arbeitete bis 1945.
Kurz vor Kriegsende wurden viele Mitglieder der Gruppe verhaftet.  Václav Dobiáš wurde nach Zwickau deportiert und dort am 10. April 1945 hingerichtet; weitere Mitglieder der Widerstandsgruppe befanden sich nach deren Verhaftung in der Kleinen Festung Theresienstadt, wo sie am 2. Mai 1945 mit einer Gruppe von fast 70 Häftlingen ebenfalls hingerichtet wurden.

## Tätigkeit
In der Anfangszeit gehörte die Herausgabe der illegalen Zeitschrift Předvoj zum wichtigsten Betätigungsfeld der Widerstandsgruppe. Sie diente der ideologischen Auseinandersetzung mit der Wirklichkeit des Protektorats und der Vorbereitung einer nationalen sozialen Revolution mit dem Ziel, eine sozialistische Gesellschaft aufzubauen. Weil sich in der Gruppe ein hoher Anteil an jungen Studenten verschiedener Fachschulen befanden, erschien speziell für diese Zielgruppe ab etwa Mai 1944 die Zeitschrift Boj mladých (Kampf der Jugend); sie etablierten sich später unter dem gleichen Namen als eine Untergruppe von Předvoj. Mit der Leitung dieser Zeitschrift wurde Karel Kosík beauftragt. Zwischen März und Oktober 1944 wurden acht Nummern mit einer Auflage um 500 Stück der Zeitschrift erwähnt, wobei jedes Exemplar von mehreren Hundert Personen gelesen wurde. Außerdem wurden gegen die Besetzung gerichtete Flugblätter sowie Agitations- und Mobilisierungsdokumente gedruckt, dabei nutzte Předvoj auch zahlreiche Kontakte und Verbindungen in Betrieben. Ende April 1945 kam es in Blansko zu Angriffen amerikanischer und sowjetischer Flugzeuge mit dem Ziel, die Verteidigungsmöglichkeiten der Wehrmacht zu schwächen; der Angriff erfolgte nach den zur Verfügung gestellten Informationen von Předvoj.
Die Gruppe beteiligte sich auch an Sabotageaktionen. Solche Aktionen wurden von verschiedenen Wehrtruppen und -abteilungen durchgeführt, die insbesondere später als Národní revoluční armáda (NRA, deutsch Nationale revolutionäre Armee) bezeichnet wurden. Soweit bekannt, wurden in Prag einige Brandbomben gezündet, die Stromversorgung am Flughafen gestört und es sind Versuche bekannt, Züge entgleisen zu lassen. Lange Zeit unbeachtet bleib auch das Attentat auf den SS-Offizier August Gölzer in Brünn, durchgeführt im Februar 1945 von Alois Bauer und Vladimír Blažka, beide Mitglieder von Předvoj / NRA.

## Mitglieder, Zusammensetzung
Die Zusammensetzung der Gruppe war soziologisch gesehen nicht einheitlich. Der Gruppe gehörten sowohl Studenten verschiedener Hochschulen und Jugendliche an, die sich in einer Pfarrgemeinde in Prag trafen, wie auch junge Arbeiter, die aus kommunistischen Organisation im Norden von Prag stammten.
Einige der bekannten Mitglieder und Aktivisten der Widerstandsgruppe Předvoj:
- Karel Hiršl
- Edmond Trachta
- Karel Kosík
- Radovan Richta
- Antonín Růžek
- Karel Šmirous
- Jiří Vrba
- Václav Dobiáš
- Jiří Staněk
- Jan Mojžíš
- Miloš Kaláb

## Trivia
Nach der Schließung aller Bühnen im Protektorat Böhmen und Mähren im September 1944 hat das Divadlo satiry (Theater für Satire, heute Divadlo ABC) eine literarisch-kabarettistische Trilogie vorbereitet, die sich inhaltlich an der Programmatischen Erklärung der Gruppe Předvoj orientierte und die Lage im Protektorat verhöhnte. Sie wurde einige Male illegal aufgeführt, zum ersten Mal öffentlich (nach der Befreiung) am 18. Mai 1945.
Jaroslav Suk, der im Schauprozess mit Mitgliedern der Hnutí revoluční mládeže (HRM, Bewegung revolutionärer Jugend) von Petr Uhl nach der Zerschlagung des Prager Frühlings 1971 verurteilt und später ausgebürgert wurde, erwähnt in einem Beitrag, die Gruppe Předvoj  war für die oppositionelle Gruppe HRM ein Vorbild.

## Anmerkung
1. ↑  In einigen Quellen wird hier irrtümlich die Tschechoslowakische Kirche genannt.